# Dono (village)
Dono (en russe : Доно) est un village russe du raïon de Kalga du kraï de Transbaïkalie, en Sibérie. Il fait partie de l'établissement rural de Dono, et sa population s'élevait à 498 habitants au recensement de 2021.

## Géographie
Le village de Dono se situe dans le kraï de Transbaïkalie, un kraï situé en Transbaïkalie, région de Sibérie orientale, en Russie. Il fait partie du district fédéral extrême-oriental. Le village fait partie du raïon de Kalga, un raïon du kraï, avec Kalga comme centre administratif. Il fait partie de l'établissement rural de Dono, une municipalité dont il est le chef-lieu,.
Le fuseau horaire du village est MSK+6 (heure de Iakoutsk). Le décalage horaire appliqué par rapport au temps universel coordonné est +09:00.

## Histoire
Le village a été fondé en 1745.

## Démographie
Recensements (*) et estimations de la population,,:
| 1989* | 2002 * | 2010* | 2021* |
| ----- | ------ | ----- | ----- |
| 1 240 | 978    | 800   | 498   |

## Culture locale et patrimoine
L'église Saint-Nicolas-le-Thaumaturge est une église de l'Église orthodoxe russe des Vieux-croyants. Construite en bois, sa construction remonte au milieu du XIXe siècle, et se situe dans la périphérie du sud-est du village. Elle a 5 coupoles, un clocher en quadrilatère avec une tente à huit côtés et un dôme, tandis que l'autel est surmonté d'un d'une coupole sur un tambour à huit faces. L'église a été fermée sous la période soviétique, avant d'être réouverte et redonnée à la communauté religieuse en 1997. Elle est classée comme monument d'urbanisme et d'architecture identifié (en attente de classement).